# 심양장계
《심양장계》(瀋陽狀啓)는 병자호란 이후 1637년부터 1644년까지 청(淸)의 심양(瀋陽, 현 중국 선양시) 인질 생활을 했던 조선의 왕세자 소현세자(昭顯世子)와 세자를 모시던 시강원(侍講院) 관리들이 작성해 본국으로 보냈던 장계(공문서)의 통칭이다.

## 한국어 번역
- 완역: 소현세자 시강원 지음, 이강로 감수, 정하영·박재금·김경미·조혜란·김수경·남은경 옮김, 《심양장계: 심양에서 온 편지》, 창비, 2008년 3월 1일
- 발췌역: 심양관 지음, 김남윤 옮김, 《심양장계: 1637~1643년 심양에서의 긴급 보고》, 아카넷, 2014년 8월 29일

## 같이 보기
- 병자호란
- 소현세자